# نادي فينترتور
نادي فينترتور لكرة القدم (بالألمانية: Fußballclub Winterthur) نادي كرة قدم سويسري يتمركز في مدينة فينترتور في كانتون زيورخ، تأسيس في عام 1896. ويلعب في دوري التحدي السويسري.

## روابط خارجية
- FC Winterthur